# Dictyna abundans
Dictyna abundans är en spindelart som beskrevs av Chamberlin och Ivie 1941. Dictyna abundans ingår i släktet Dictyna och familjen kardarspindlar. Inga underarter finns listade i Catalogue of Life.